# Richardsollyita
La richardsollyita és un mineral de la classe dels sulfurs. Rep el nom en honor de Richard Harrison Solly (Londres, Anglaterra, 4 de setembre de 1851 – Bournemouth, 5 de desembre de 1925), un autodidacta britànic, qui va descriure detingudament vuit noves espècies minerals de Lengenbach entre 1901 i 1912.

## Característiques
La richardsollyita és una sulfosal de fórmula química TlPbAsS₃. Va ser aprovada com a espècie vàlida per l'Associació Mineralògica Internacional l'any 2016. Cristal·litza en el sistema monoclínic. És l'anlaèg amb plom de la christita. Químicament és similar a: edenharterita, enneasartorita, hendecasartorita, hutchinsonita i incomsartorita.
L'exemplar que va servir per a determinar l'espècie, el que es coneix com a material tipus, es troba conservat a les col·leccions mineralògiques del Musée cantonal de géologie de Lausanne (Suïssa), amb el número de catàleg: mgl n. 080126.

## Formació i jaciments
Va ser descoberta a la pedrera Lengenbach, a la localitat suïssa de Fäld, a la comuna de Binn (Valais). Es tracta de l'únic indret de tot el planeta on ha estat descrita aquesta espècie mineral.